# Liste der Stolpersteine im Kölner Stadtteil Rath/Heumar
Die Liste der Stolpersteine im Kölner Stadtteil Rath/Heumar führt die vom Künstler Gunter Demnig verlegten Stolpersteine im Kölner Stadtteil Rath/Heumar auf.
Die Liste der Stolpersteine beruht auf den Daten und Recherchen des NS-Dokumentationszentrums der Stadt Köln, zum Teil ergänzt um Informationen und Anmerkungen aus Wikipedia-Artikeln und externen Quellen. Ziel des Kunstprojektes ist es, biografische Details zu den Personen, die ihren (letzten) freiwillig gewählten Wohnsitz in Köln hatten, zu dokumentieren, um damit ihr Andenken zu bewahren.
Anmerkung: Vielfach ist es jedoch nicht mehr möglich, eine lückenlose Darstellung ihres Lebens und ihres Leidensweges nachzuvollziehen. Insbesondere die Umstände ihres Todes können vielfach nicht mehr recherchiert werden. Offizielle Todesfallanzeigen aus den Ghettos, Haft-, Krankenanstalten sowie den Konzentrationslagern können oft Angaben enthalten, die die wahren Umstände des Todes verschleiern, werden aber unter der Beachtung dieses Umstandes mitdokumentiert.
| Bild                                                    | Name sowie Details zur Inschrift                                                                                                  | Adresse                       | Zusätzliche Informationen |
| ------------------------------------------------------- | --- | ----------------------------- | --- |
| Stolperstein für Joseph Apfel (Rösrather Straße 593)    | Hier wohnte Joseph Apfel (Jahrgang 1859) Deportiert 1942 Theresienstadt Ermordet in Treblinka                                     | Rösrather Str. 593 (Standort) | Der am 3. April 2017 verlegte Stolperstein erinnert an Joseph Apfel, geboren am 2. Dezember 1859 in Urfeld. Joseph Apfel war der Sohn von Andreas und Sophia (geb. Israel) und war mit Josephine Apfel (geb. Salm) verheiratet, gemeinsam hatten sie die Tochter Else. Joseph Apfel wurde am 15. Juni 1942 in das Ghetto Theresienstadt deportiert. Am 19. September 1942 wurde er in das Vernichtungslager Treblinka verschleppt, dort verliert sich seine Spur. Joseph Apfel wurde für tot erklärt. |
| Stolperstein für Josephine Apfel (Rösrather Straße 593) | Hier wohnte Josephine Apfel, geb. Salm (Jahrgang 1864) Deportiert 1942 Theresienstadt Ermordet in Treblinka                       | Rösrather Str. 593 (Standort) | Der am 3. April 2017 verlegte Stolperstein erinnert an Josephine Apfel (geb. Salm), geboren am 17. März 1864 in Köln-Buchheim. Die Hausfrau Josephine Apfel war die Tochter von Leopold und Clara Salm (geb. Marx) und war mit Joseph Apfel verheiratet, gemeinsam hatten sie die Tochter Else. Josephine Apfel wurde am 15. Juni 1942 in das Ghetto Theresienstadt deportiert. Am 19. September 1942 wurde sie in das Vernichtungslager Treblinka verschleppt, dort verliert sich ihre Spur. |
| Stolperstein für Else Drucker (Rösrather Straße 593)    | Hier wohnte Else Drucker, geb. Apfel (Jahrgang 1901) Deportiert 1941 Ermordet in Łódź/Litzmannstadt                               | Rösrather Str. 593 (Standort) | Der am 3. April 2017 verlegte Stolperstein erinnert an Else Drucker (geb. Apfel), geboren am 7. Januar 1901 in Köln. Die Modistin Else Drucker war die Tochter von Joseph und Josephine Apfel (geb. Salm) und war mit dem Kaufmann Karl Drucker verheiratet, gemeinsam hatten sie die Tochter Margot. Else Drucker wurde gemeinsam mit ihrem Mann und ihrer Tochter am 30. Oktober 1941 in das Ghetto Litzmannstadt deportiert. Dort verliert sich ihre Spur. |
| Stolperstein für Karl Drucker (Rösrather Straße 593)    | Hier wohnte Karl Drucker (Jahrgang 1889) Deportiert 1942 Łódź/Litzmannstadt Ermordet 28. Mai 1942                                 | Rösrather Str. 593 (Standort) | Der am 3. April 2017 verlegte Stolperstein erinnert an Karl Drucker, geboren am 20. Dezember 1889 in Bengel. Die Kaufmann Karl Drucker war der Sohn von Michel und Klara (geb. Faber) und war mit der Modistin Else Drucker verheiratet, gemeinsam hatten sie die Tochter Margot. Karl Drucker wurde gemeinsam mit seiner Frau und seiner Tochter am 30. Oktober 1941 in das Ghetto Litzmannstadt deportiert. Dort verliert sich seine Spur. |
| Stolperstein für Margot Drucker (Rösrather Straße 593)  | Hier wohnte Margot Drucker (Jahrgang 1926) Deportiert 1941 Ermordet in Łódź/Litzmannstadt                                         | Rösrather Str. 593 (Standort) | Der am 3. April 2017 verlegte Stolperstein erinnert an Margot Klara Drucker, geboren am 7. März 1926 in Köln. Die Schülerin Margot Drucker war die Tochter von Karl und Else Drucker (geb. Apfel). gemeinsam mit ihren Eltern wurde Margot Drucker am 30. Oktober 1941 in das Ghetto Litzmannstadt deportiert. Dort verliert sich ihre Spur. Margot Drucker wurde für tot erklärt. |
| Stolperstein für Margareta Philip (Wodanstraße 60)      | Hier wohnte Margareta Philip, geb. Nockher (Jahrgang 1900) Flucht 1939 Holland Heimgekehrt 1942                                   | Wodanstr. 60 (Standort)       | Der am 6. Oktober 2020 verlegte Stolperstein erinnert an Margareta Philip (geb. Nockher), geboren am 18. März 1900 in Köln-Lindenthal. Nach Abschluss der Höheren Schule, begann Margareta Nockher eine Ausbildung zur Kindererzieherin, die sie mit einem Examen abschloss. Am 29. Mai 1923 heiratete sie den Juristen Paul Philip. Seit Mitte der 1920er Jahre engagierte sie sich ehrenamtlich für soziale Projekte in Köln. Nach der Machtergreifung der Nationalsozialisten wurde das Ehepaar Philip zunehmend gesellschaftlich ausgegrenzt. Nachdem ihr Mann im November 1938 kurzzeitig verhaftet und ins KZ Dachau verschleppt wurde, bereitete das Ehepaar ab Ende 1938 die Emigration in die Niederlande vor. Pfingsten 1939 wanderte das Ehepaar, das durch die Nationalsozialisten ihrer finanziellen Rücklagen beraubt wurde, in die Niederlande aus. Nach der Ausbürgerung ihres Mannes und der damit verbundenen Einstellung der Ruhegehaltszahlungen im Jahr 1941 verschlechterten sich die Lebensbedingungen im Exil zusehends. Mehrfach wechselten sie den Wohnort. Nach dem Tod ihres Mannes am 26. März 1942 kehrte Marga Philip zu ihrer Mutter nach Köln zurück. Nach Beendigung des Zweiten Weltkrieges engagierte sich Marga Philip in verschiedenen lokalen und überregionalen Vereinen für die Rechte und Belange von Frauen und Kindern. Für ihr Engagement wurde sie 1971 mit dem Verdienstkreuz am Bande des Verdienstordens der Bundesrepublik Deutschland ausgezeichnet. Marga Philip starb am 28. September 1974 in Köln. |
| Stolperstein für Dr. Paul Philip (Wodanstraße 60)       | Hier wohnte Dr. Paul Philip (Jahrgang 1884) Berufsverbot 1935 'Schutzhaft' 1938 Dachau Flucht 1939 Holland Tot 26. März 1942 Velp | Wodanstr. 60 (Standort)       | Der am 6. Oktober 2020 verlegte Stolperstein erinnert an Dr. Paul Philip, geboren am 3. März 1884 in Aachen. Paul Philip war der Sohn des jüdischen Textilfabrikanten Kosmann Karl Philip. Nach dem Schulabschluss studierte Paul Philip Rechtswissenschaften in Bonn. Er promovierte 1905 und absolvierte das Erste Juristische Staatsexamen. Im Juli des gleichen Jahres konvertierte er zum evangelischen Glauben. Sein beruflicher Werdegang wurde krankheitsbedingt und durch den Ausbruch des Ersten Weltkriegs unterbrochen. Paul Philip meldete sich 1914 freiwillig zum Militärdienst. An der Front wurde er schwer am Kopf verwundet. Die schwere Kopfverletzung beeinträchtigte ihn sein Leben lang. Für seinen Kriegseinsatz wurde er mit dem Eisernen Kreuz I. Klasse und dem Verwundetenabzeichen ausgezeichnet. 1920 wurde er Richter am Kölner Landgericht. 1923 heiratete er Margareta Nockher. Nach der Machtergreifung der Nationalsozialisten wurde Paul Philip kurzfristig vom Dienst suspendiert. Als Frontkämpfer im Ersten Weltkrieg wurde er kurze Zeit später wieder eingestellt, jedoch zum Kölner Amtsgericht „strafversetzt“. 1934 zog das Ehepaar von Lindenthal nach Rath. 1935 erhielt Paul Philip Berufsverbot und wurde in den Ruhestand versetzt. Nach den Novemberpogromen wurde Paul Philip 1938 verhaftet und nach Brauweiler verschleppt. Von dort wurde er am 16. November 1938 ins Konzentrationslager Dachau (Häftlingsnummer 27160) deportiert. Kurze Zeit später wurde er mit der Auflage entlassen, Deutschland schnellstmöglich zu verlassen. Das Ehepaar Philip emigrierte Pfingsten 1939 in die Niederlande. Ihr Vermögen wurde vom nationalsozialistischen Staat eingezogen. Nach der Ausbürgerung von Paul Philip und der Einstellung der Ruhegehaltszahlungen 1941 verschlechterten sich die Lebensbedingungen im Exil und die gesundheitliche Verfassung von Paul Philip zusehends. Am 26. März 1942 starb er in Velp an einem Herzinfarkt, nachdem er unmittelbar vorher erfahren hatte, dass seine Schwester und deren Kinder nach Polen deportiert worden waren. Paul Philips Name findet sich auf einer 2010 enthüllten Gedenktafel im Haus des Deutschen Richterbundes in Berlin, die an das Schicksal der verfolgten jüdischen Juristen erinnert. |

## Quelle
- NS-Dokumentationszentrum - Stolpersteine | Erinnerungsmale für die Opfer des Nationalsozialismus (Stadtteilliste Rath)